# Выборы в Тамбовскую городскую думу (2025)
Выборы в Тамбовскую городскую думу VIII созыва назначены на 14 сентября 2025 года.
На 1 июля 2025 года в Тамбове правом голоса обладают 269 085 избирателей.

## Избирательная система
В Городскую думу избирается 36 депутатов по смешанной избирательной системе. 18 депутатов избираются по партийным спискам (пропорциональная система) для которых установлен 5%-й барьер, а распределение мест между списками происходило по методу Империали, модифицированным таким образом, чтобы каждый партийный список, преодолевший проходной барьер, получил как минимум один мандат. Оставшиеся 18 депутатов избираются по одномандатным округам (мажоритарная система), побеждает набравший большинство голосов. Срок полномочий — пять лет.

## Кандидаты

### Партийные списки
| Номер в бюллетене | Партия | Партия                          | Общая часть списка                                       | Кандидатов в списке | Статус списка       |
| ----------------- | ------ | ------------------------------- | -------------------------------------------------------- | ------------------- | ------------------- |
| 5                 |        | Единая Россия                   | Константин Кутейников • Андрей Колпаков • Валерий Беляев | 57                  | Зарегистрирован     |
| 2                 |        | ЛДПР                            | Олег Морозов • Александр Асеев • Антон Котельников       | 39                  | Зарегистрирован     |
| 1                 |        | Справедливая Россия — За правду | Павел Плотников • Дмитрий Поляков • Валерий Ляшенко      | 30                  | Зарегистрирован     |
| 3                 |        | Новые люди                      | Алексей Константинов • Иван Фетисов • Анатолий Рубцов    | 42                  | Зарегистрирован     |
| 6                 |        | КПРФ                            | Лариса Попова • Павел Колосницын • Алина Попова          | 30                  | Зарегистрирован     |
| 4                 |        | Родина                          | Елена Леонова • Любовь Шанина • Валерий Стариков         | 36                  | Зарегистрирован     |
|                   |        | Яблоко                          | Яна Зенкина • Владислав Маняхин • Константин Дементьев   | 33                  | отказ в регистрации |

Семь партий выставили кандидатов на выборы в гордуму Тамбова.
10 апреля 2025 Тамбовоблизбирком принял решение о количестве подписей для регистрации списка партии на выборах Тамбовской городской думы - 1345 и дополнительно ещё 134. Проверке на первом этапе подлежат 269 (20%) подписей. Сбор подписей из выдвинувших списки партий должна была произвести только Яблоко, но из-за того, что региональное отделение партии не смогло в отведенный срок собрать достаточное для регистрации количество подписей, сдавать подписные листы не стала.
5 августа 2025 определен порядок размещения партий в бюллетене
На выборах в городскую Думу зарегистрировали 325 кандидатов
Тамбовский блогер Федор Борисов пойдет на выборы в Гордуму от «Родины»

### Одномандатные избирательные округа
Для регистрации в одномандатных округах требовалось собрать 0,5% подписей избирателей соответствующего округа - от 68 в округах №№16 и 17 (по 13 562 избирателя) до 82 подписей в округе №8 (16327 избирателей). 
По итогам выдвижения партия Яблоко не выдвинула кандидатов по округам, в порядке самовыдвижения выдвинутых кандидатов так же не последовало.
| Партия | Партия                          | Число выдвинутых кандидатов | Число зарегистрированных кандидатов |
| ------ | ------------------------------- | --------------------------- | ----------------------------------- |
|        | Единая Россия                   | 18                          | 18                                  |
|        | КПРФ                            | 18                          | 18                                  |
|        | ЛДПР                            | 16                          | 16                                  |
|        | Справедливая Россия — За правду | 18                          | 18                                  |
|        | Родина                          | 13                          | 12                                  |
|        | Новые люди                      | 14                          | 14                                  |
| Всего  | Всего                           | 97                          | 96                                  |